# Armand Russell
Armand King Russell (Seattle (Washington), 23 juni 1932) is een eigentijds Amerikaans componist, muziekpedagoog en contrabassist.

## Levensloop
Russell studeerde compositie bij John Verrall en George McKay aan de Universiteit van Washington in zijn geboortestad Seattle en behaalde daar zijn Bachelor of Arts en zijn Master of Arts. Zijn studies voltooide hij bij Bernard Rogers en Howard Hanson aan de Eastman School of Music en promoveerde tot Ph.D. (Philosophiæ Doctor) in muziek compositie. 
Als contrabassist werkte hij onder andere bij het Seattle Symphony Orchestra, het Boston Pops Tour Orchestra, het Rochester Philharmonic Orchestra en het Honolulu Symphony Orchestra. 
Als muziekpedagoog was hij docent aan de Eastman School of Music. Zijn carrière aan de muziekafdeling van de Universiteit van Hawaï in Manoa begon in 1961. Aanvankelijk was hij docent voor muziektheorie en compositie. Later werd hij professor en hoofd van de muziekafdeling. Onder zijn voorzitterschap werd de muziekafdeling van de universiteit geaccrediteerd lid van de National Association of Schools of Music (NASM) en het gradueerden-programma werd uitgebreid. In 1994 ging hij met pensioen en is sindsdien professor emeritus. 
Als componist schreef hij werken voor orkest, harmonieorkest, solowerken voor contrabas en slagwerk en kamermuziek.

## Composities

### Werken voor orkest
- Harlequin Concerto, voor contrabas en orkest

### Werken voor harmonieorkest
- 1965 Theme and Fantasia, voor harmonieorkest
- 1972 Symphony in Three Images, voor harmonieorkest
- Concertante, voor contrabas en harmonieorkest
- Elegy and Tribute, voor harmonieorkest
- Phases, voor harmonieorkest

### Werken voor koren
- Serendipity, voor gemengd koor

### Vocale muziek
- Ballad with Epitaphs, voor zangstem en slagwerk
- Whimsical Songs, voor tenor en contrabas - tekst: John Keats
  1. Old Meg
  2. The Dawlish Fair
  3. An Interesting Place
  4. Two or Three Posies

### Kamermuziek
- 1961 Suite Concertante, voor tuba en blaaskwintet 
  1. Capriccio
  2. Ballade
  3. Scherzo
  4. Burlesca
- 1975 Zoomorphs - Homage to Kandinsky, voor trompet, trombone en slagwerk
- 1989 Dances and Songs of Change, voor strijktrio
- 1990 Trio 8, voor strijktrio
- Bright Ritual, voor dwarsfluit, klarinet en slagwerk
- Buffo Set, voor contrabas en piano (ook voor twee contrabassen)
- Chaconne, voor contrabas en piano
- Encounters with time, voor slagwerk en piano
- Particles, voor saxofoon en piano
  1. Allegro
  2. Lento
  3. Allegro moderato e barbaro
  4. Andante
  5. Allegro
- Pas de deux, voor klarinet en slagwerk
- Pebbles, voor contrabas en piano
- Sonata, voor slagwerk en piano

### Werken voor piano
- 2005 A Gathering of Fugues

### Werken voor slagwerk
- 1975 Facets. In four movements, voor slagwerk solo (Twee timbales, tom-toms (of bongos), kleine trom, twee suspended bekkens, triangel, vijf temple blocks)
- 1979 Gemini Variations,  voor twee slagwerkers en piano
- 1979 Concerto No. 2, voor slagwerk-ensemble
- Fantasia, voor xylofoon, marimba, of vibrafoon met piano
- Life On The Ocean, voor viool en piano
- Omens
- Partita, voor kleine trom
- Percussion Songs
- Percussion Suite
- Rondo, voor xylofoon, marimba, of vibrafoon met piano
- Scherzo, voor grote trom
- Trio Ritmico, voor drie slagwerkers

## Publicaties
- The Shaping of Musical Elements v. II, Wadsworth Publishing Co Inc; Spi edition, (samen met: Allen R. Trubitt)  25 Mar 1992. 429 p., ISBN 978-0028721200
- The Shaping of Musical Elements Workbook, MacMillan Publishing Company; Workbook edition, February 1992., 337 p., ISBN 978-0028720906
- The Shaping of Musical Elements v. I, Wadsworth Publishing Co Inc; Spi edition, (samen met: Allen R. Trubitt), 1992.  ISBN 978-0028720807
- The Extraordinary Dance Book T B. 1826, (samen met: Elizabeth Aldrich en Sandra Noll Hammond), Pendragon Press, 2000. 142 p., ISBN 978-0945193326